# Sulley Muntari
Sulley Ali Muntari zkráceně Sulley Muntari (27. srpen 1984, Konongo, Ghana) je bývalý ghanský fotbalový záložník. Většinu své kariéry strávil v Itálii, kde hrál za kluby Udinese, Inter i Milán.
Během svého působení v Interu vyhrál Ligu mistrů v sezóně 2009/10 a titul v Serii A v sezónách 2008/09 a 2009/10. Byl také součástí týmu Portsmouthu, který vyhrál FA Cup v sezóně 2007/08. Poté, co se v roce 2002 stal plnohodnotným reprezentantem, odehrál více než 80 zápasů za ghanský národní tým a byl vybrán na dva turnaje APN a tři MS.

## Přestupy
- z Udinese do Portsmouth za 10 500 000 Euro
- z Portsmouth do Inter za 14 000 000 Euro
- z Inter do Milán zadarmo
- z Milán do Al-Ittihad zadarmo

## Statistiky
| Sezóna            | Klub                | Liga              | Liga   | Liga | Ligové poháry | Ligové poháry | Ligové poháry | Kontinentální poháry | Kontinentální poháry | Kontinentální poháry | Celkem | Celkem |
| Sezóna            | Klub                | Soutěž            | Zápasy | Góly | Soutěž        | Zápasy        | Góly          | Soutěž               | Zápasy               | Góly                 | Zápasy | Góly   |
| ----------------- | ------------------- | ----------------- | ------ | ---- | ------------- | ------------- | ------------- | -------------------- | -------------------- | -------------------- | ------ | ------ |
| 2002/03           | Udinese             | Serie A           | 12     | 0    | IP            | 2             | 0             | -                    | 0                    | 0                    | 14     | 0      |
| 2003/04           | Udinese             | Serie A           | 23     | 0    | IP            | 4             | 0             | PU                   | 1                    | 0                    | 28     | 0      |
| 2004/05           | Udinese             | Serie A           | 33     | 2    | IP            | 5             | 0             | PU                   | 2                    | 0                    | 40     | 2      |
| 2005/06           | Udinese             | Serie A           | 29     | 3    | IP            | 0             | 0             | LM+PU                | 8+3                  | 0                    | 40     | 3      |
| 2006/07           | Udinese             | Serie A           | 28     | 3    | IP            | 2             | 1             | -                    | 0                    | 0                    | 30     | 4      |
| Celkem za Udinese | Celkem za Udinese   | Celkem za Udinese | 125    | 8    | -             | 13            | 1             | -                    | 14                   | 0                    | 152    | 9      |
| 2007/08           | Portsmouth          | Premier League    | 29     | 4    | AP+ALP        | 4+0           | 1             | -                    | 0                    | 0                    | 33     | 5      |
| 2008/09           | Inter               | Serie A           | 27     | 4    | IP+IS         | 3+1           | 0+1           | LM                   | 7                    | 0                    | 38     | 5      |
| 2009/10           | Inter               | Serie A           | 27     | 2    | IP+IS         | 5+1           | 0+0           | LM                   | 9                    | 0                    | 42     | 2      |
| 2010/11           | Inter               | Serie A           | 8      | 1    | IP+IS         | 1+0           | 0+0           | LM+ES+MSK            | 3+0+1                | 0+0+0                | 13     | 1      |
| 2011              | Sunderland          | Premier League    | 9      | 0    | -             | 0             | 0             | -                    | 0                    | 0                    | 9      | 0      |
| 2011/12           | Inter               | Serie A           | 4      | 0    | IP+IS         | 0+0           | 0+0           | LM                   | 0                    | 0                    | 4      | 0      |
| Celkem za Inter   | Celkem za Inter     | Celkem za Inter   | 66     | 7    | -             | 11            | 1             | -                    | 20                   | 0                    | 97     | 8      |
| 2012              | Milán               | Serie A           | 11     | 3    | IP            | 1             | 0             | -                    | 0                    | 0                    | 12     | 3      |
| 2012/13           | Milán               | Serie A           | 15     | 1    | IP            | 1             | 0             | LM                   | 2                    | 1                    | 18     | 2      |
| 2013/14           | Milán               | Serie A           | 26     | 5    | IP            | 0             | 0             | LM                   | 8                    | 1                    | 34     | 6      |
| 2014/15           | Milán               | Serie A           | 16     | 2    | IP            | 1             | 0             | -                    | 0                    | 0                    | 17     | 2      |
| Celkem za Milán   | Celkem za Milán     | Celkem za Milán   | 70     | 11   | -             | 3             | 0             | -                    | 10                   | 2                    | 83     | 13     |
| 2015/16           | Al-Ittihad          | Saudi League      | 18     | 2    | SAP           | 3             | 0             | ALM                  | 5                    | 1                    | 26     | 3      |
| 2017              | Pescara             | Serie A           | 9      | 1    | IP            | 0             | 0             | -                    | 0                    | 0                    | 9      | 1      |
| 2018              | Deportivo La Coruña | Primera División  | 8      | 0    | ŠP            | 0             | 0             | -                    | 0                    | 0                    | 8      | 0      |
| 2019              | Albacete            | Segunda División  | 2      | 0    | ŠP            | 0             | 0             | -                    | 0                    | 0                    | 2      | 0      |
| 2022              | Hearts of Oak       | Premier League    | 11     | 1    | GP            | 0             | 0             | -                    | 0                    | 0                    | 11     | 1      |
| Celkově           | Celkově             | Celkově           | 347    | 34   | -             | 34            | 3             | -                    | 49                   | 3                    | 431    | 40     |

## Úspěchy

### Národní
- vítěz italské ligy (2x)

Inter: 2008/09, 2009/10
- vítěz anglického poháru (1x)

Portsmouth: 2007/08
- vítěz italského poháru (1x)

Inter: 2009/10
- vítěz ghanského poháru (1x)

Hearts of Oak: 2021/22
- vítěz italského superpoháru (2x)

Inter: 2008, 2010

### Kontinentální
- vítěz Ligy mistrů UEFA (1x)

Inter: 2009/10
- vítěz Mistrovství světa klubů (1x)

Inter: 2010

### Reprezentační
- 3× na Mistrovství světa (2006, 2010, 2014)
- 2× na Africkém poháru národů (2008 - bronz, 2012)
- 1× na Mistrovství světa U20 (2001 - stříbro)